# Horno (Forst (Lausitz))

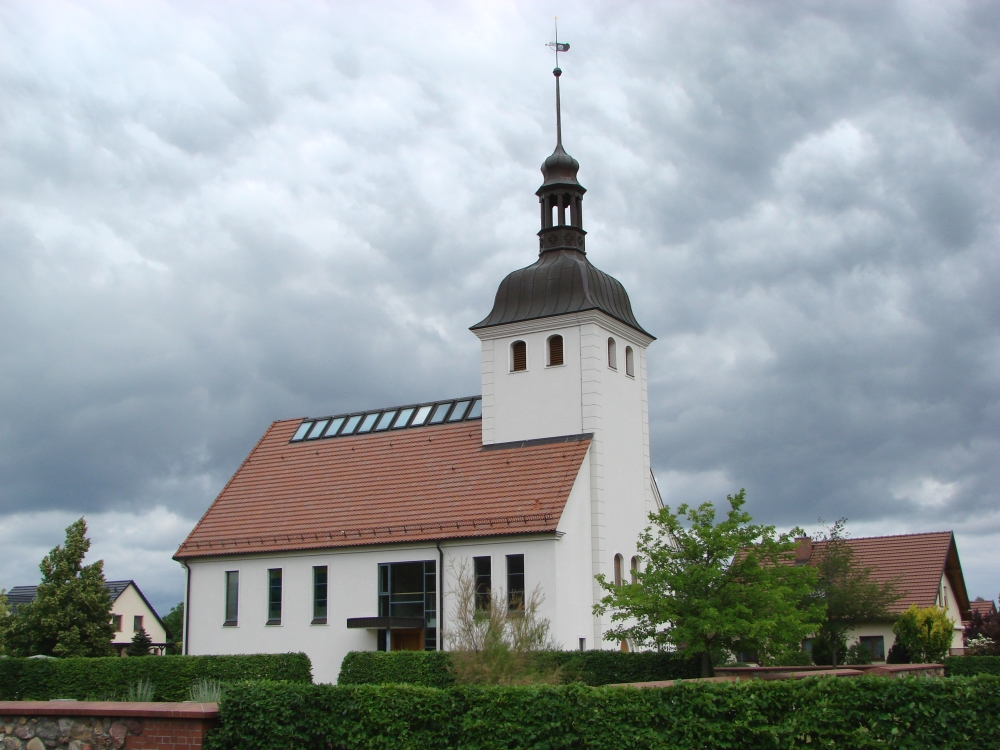
Dorfkirche

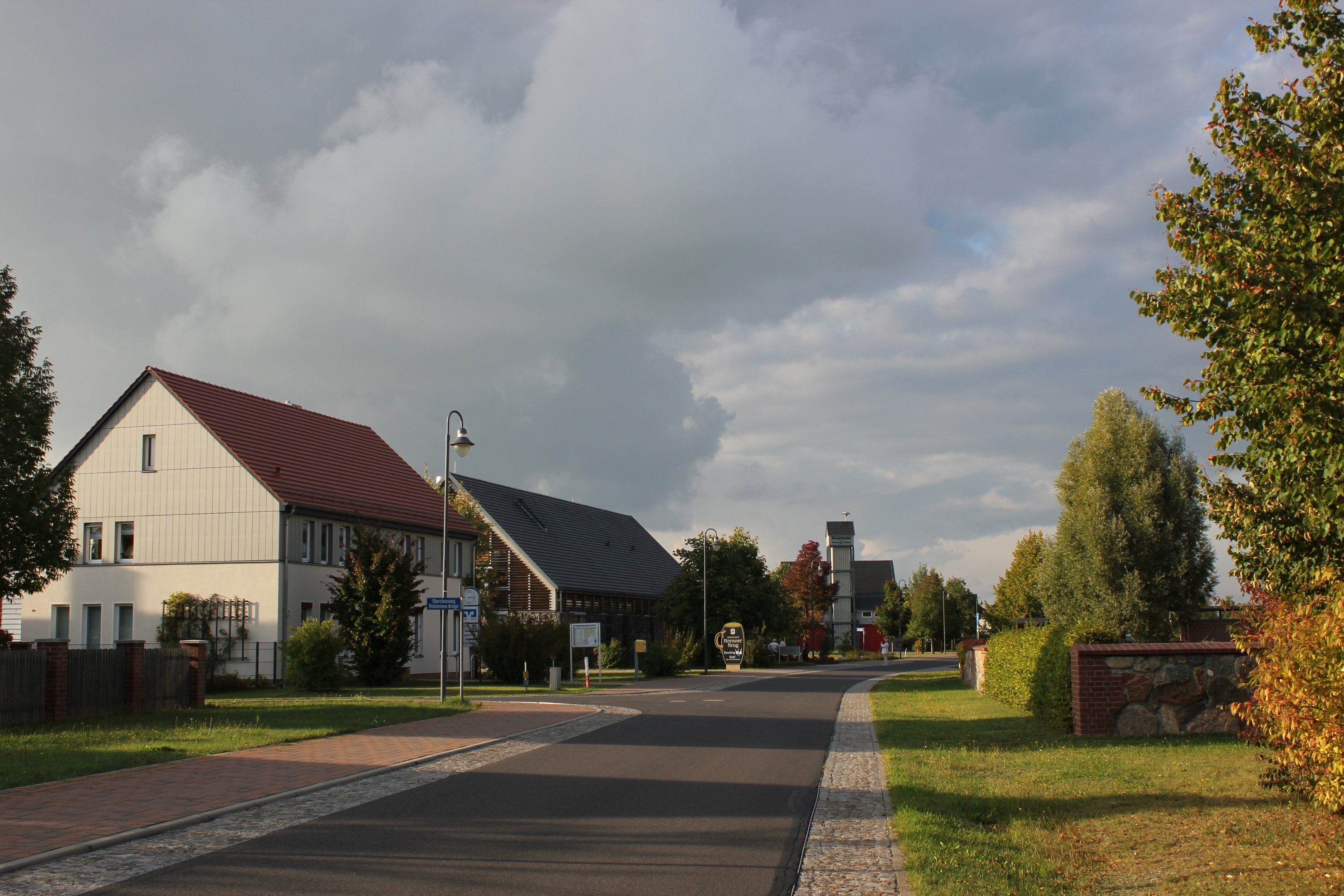
Dorfstraße in Horno

Horno, niedersorbisch Rogow, ist ein Ortsteil der Stadt Forst (Lausitz) im Landkreis Spree-Neiße in Brandenburg. Der ursprünglich Neu-Horno genannte Ort entstand ab 2003 für die umgesiedelten Bewohner des Jänschwalder Ortsteils gleichen Namens.

## Lage
Horno liegt in der Niederlausitz nahe der Grenze zu Polen und ist baulich mit der Stadt Forst verbunden. Das Dorf liegt etwa acht Kilometer Luftlinie südöstlich des alten Horno. Umliegende Ortschaften sind Naundorf im Norden, Sacro im Nordosten, die Stadt Forst im Osten und Süden, Eulo im Westen sowie Mulknitz im Nordwesten.
Südlich von Horno verläuft die Bundesstraße 112.

## Geschichte

### Vorgeschichte
Horno wurde erstmals in den Meißner Bistumsartikeln aus dem Jahr 1346/1495 als „Horn“ urkundlich genannt. Der Ortsname beschreibt metaphorisch die Lage des Ortes, das ursprüngliche Horno lag auf einem spornartigen Fortsatz der Lieberoser Heide.
Wegen eines Beschlusses des Cottbuser Bezirkstags war Horno ab 1977 für die Devastierung für den Tagebau Jänschwalde vorgesehen. Die Bewohner demonstrierten daraufhin unter Beobachtung des Ministeriums für Staatssicherheit gegen den Abriss Hornos. Eine Hauptrolle spielte damals die Tatsache, dass es sich bei Horno um ein Dorf mit überwiegend sorbischsprachigen Einwohnern handelte.
Ende 1999 hatte Horno noch 350 Einwohner, Mitte 2004 lebte nur noch das Ehepaar Werner und Ursula Domain im Ort. Zur selben Zeit wurde bereits ein großer Teil des Dorfes abgebaggert. Am 9. Juni 2004 wurde das Ehepaar enteignet und das Grundstück an die Vattenfall Europe Mining AG übertragen. Das Paar klagte gegen die Enteignung, einigte sich jedoch im November 2005 mit Vattenfall auf einen Vergleich, um einer drohenden Zwangsräumung zuvorzukommen. Die Kirche von Horno wurde am 29. November 2004 gesprengt. Bis Dezember 2005 war das gesamte Dorf verschwunden.

### Neu-Horno
Zwischen 2002 und 2004 wurden auf einem freien Grundstück zwischen der Kernstadt Forst und dem Gemeindeteil Eulo in Form einer Großbaustelle 69 Eigenheime, drei Mietgebäude sowie Kommunalbauten wie etwa ein Gemeindezentrum und ein Feuerwehrhaus errichtet. In der Dorfmitte gegenüber der Kirche wurde ein Dorfteich angelegt. Die meisten Bewohner des alten Horno wurden ab 2003 ins neu errichtete Horno umgesiedelt. Das neue Dorf ist wie das alte als Straßenangerdorf angelegt, die Straßennamen wurden ebenfalls aus dem alten Horno übernommen.
Durch die gewählten Vorgaben zum Baurecht ergab sich eine harmonisch wirkende Bebauung. Das Dorf verfügt über eine eigene Dorfkirche, Altar und Turmhaube wurden aus der früheren Dorfkirche übernommen. Die Natursteine der alten Kirche wurden zu einer niedrigen Kirchhofsmauer zusammengefügt. Davor findet sich als Erinnerungsort der künstlerisch bearbeitete Stamm der 1897 gepflanzten Kaiser-Wilhelm-Eiche.

## Nachweise
1. ↑  Zahlen und Fakten: Ortsteile der Stadt Forst (Lausitz). In: forst-lausitz.de. Abgerufen am 7. Januar 2018.
2. ↑  Zahlen und Fakten: Einwohner der Stadt Forst (Lausitz). In: forst-lausitz.de. Abgerufen am 28. August 2021.
3. ↑  Eintrag „Rogow“ in der niedersorbischen Ortsnamendatenbank auf dolnoserbski.de
4. ↑  Reinhard E. Fischer: Die Ortsnamen der Länder Brandenburg und Berlin: Alter - Herkunft - Bedeutung. be.bra Wissenschaft, 2005, S. 80.
5. ↑  Britta Beyer: Der letzte Hornoer. In: pnn.de. Potsdamer Neueste Nachrichten, 8. August 2011, archiviert vom Original (nicht mehr online verfügbar) am 7. Januar 2018; abgerufen am 6. Januar 2018.  Info: Der Archivlink wurde automatisch eingesetzt und noch nicht geprüft. Bitte prüfe Original- und Archivlink gemäß Anleitung und entferne dann diesen Hinweis.
6. ↑  Der Ortsteil Horno. In: Archiv verschwundener Orte. Abgerufen am 11. März 2018.
7. ↑  Erinnerungsorte: Kaiser-Wilhelm-Eiche in Horno. In: Archiv verschwundener Orte. Abgerufen am 16. Januar 2018.